# Cake Entertainment
Cake est une société de divertissement anglaise de développement et propriétés pour enfants et familles basée à Londres et dirigée par Ed Galton et Tom van Waveren.
Cake a été élue en 2018 meilleur distributeur international dans le concours organisé par Animation Magazine.

## Dessin animé
- Poulets de l'espace dans l'espace
- Puissant Mike
- L'Île des défis extrêmes
- Action dramatique totale
- Tournée mondiale de drame
- Drame total: la revanche de l'île
- Total dramatique étoiles
- Drama total île Pahkitew
- Total Drama Presents: The Ridonculous Race
- Total DramaRama
- Angelo Rules
- Mon chevalier et moi
- Oiseaux en colère
- Angry Birds Stella
- Contes Piggy
- Angry Birds Blues
- Bottersnikes & Gumbles
- Tronc Train
- Enfants d'argile
- Oscar's Oasis
- Skunk Fu!
- Doodlez
- Stoked
- Les désastres du roi Arthur
- Kappa Mikey
- Trois livraison
- HTDT
- Fédération de lutte du pouce
- Figé dans le temps
- La liste coquine
- Noël abominable
- Under Wraps
- Des vacances monstres
- Cher Dracula

## Action en direct
- Si maladroit
- Le mystère des sparticle
- Équipage incroyable
- Dead Gorgeous
- Aifric

## Productions
- Loopdidoo (France 5, Blue Spirit)
- Mama K Team 4 (Netflix)[3]
- Série Angry Birds
- Pablo (CBeebies, RTÉjr)
- Space Chickens in Space (Disney XD, Canal 9)
- Angelo Rules (Télétoon+, Super RTL, France Télévisions) [4]
- Bottersnikes and Gumbles (Netflix, CBBC, Seven Network)
- Skunk Fu! (Super RTL, TG4, Telegael)
- Tarmac Micmac